# Église Saint-Laurent de Panjas
L'église Saint-Laurent de Panjas est une église catholique située à Panjas, en France.

## Localisation
L'église est située dans le département français du Gers, sur la commune de Panjas.

## Historique
L'église d'origine roman date du XIe - XIIe siècle.
Au XVe siècle, une nef à quatre travées et huit chapelles latérale sont construites.
Le chœur est de style roman, ces peintures murales datent du XIIIe siècle.
En 1892, des repeints sont effectuer par Marcelin Labedan.
En 1980, le clocher octogonal s'effondre, il est reconstruit près du chevet roman.

## Description
L'édifice (à l'exception du clocher) est inscrit au titre des monuments historiques en 1995.
Le chœur (à l'exception du clocher) est classé au titre objet des monuments historiques en 2000.